# チェコスロバキア国鉄
チェコスロバキア国鉄（チェコスロバキア国家鉄道。ČSD, チェコ語:Československé státní dráhy、スロバキア語:Česko-slovenské štátne dráhy）は、チェコスロバキアに存在した国鉄事業体。チェコスロバキア共和国の成立にともなって1918年10月28日に発足。チェコスロバキア連邦共和国の分離（ビロード離婚）に伴い1992年12月31日に解体された。

## 第一・第二共和国時代

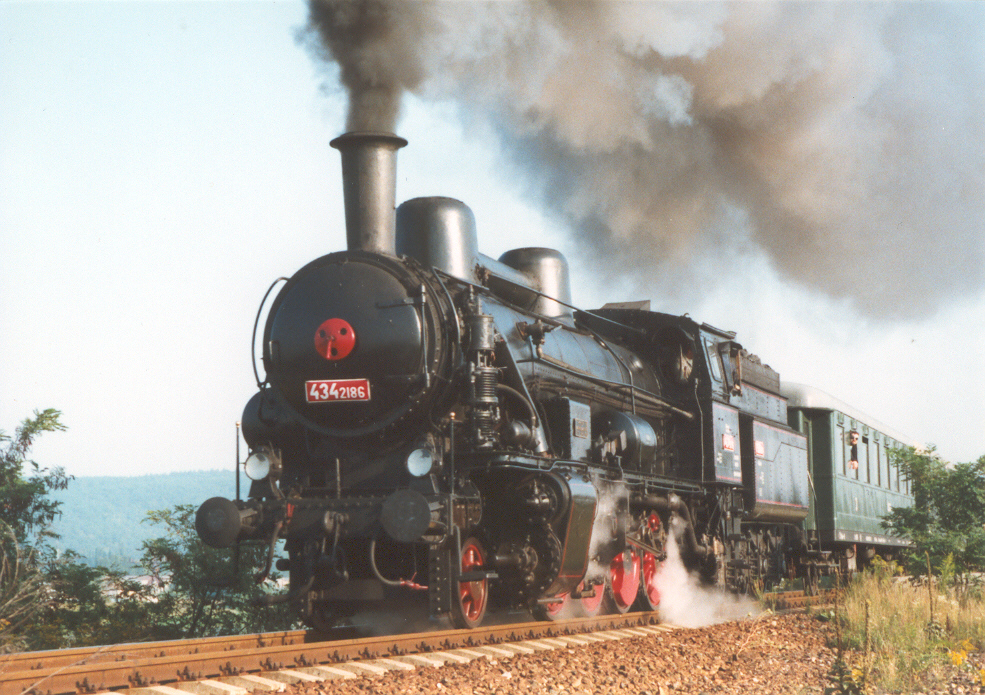
434.2形貨物用蒸気機関車（製造初年1924年）

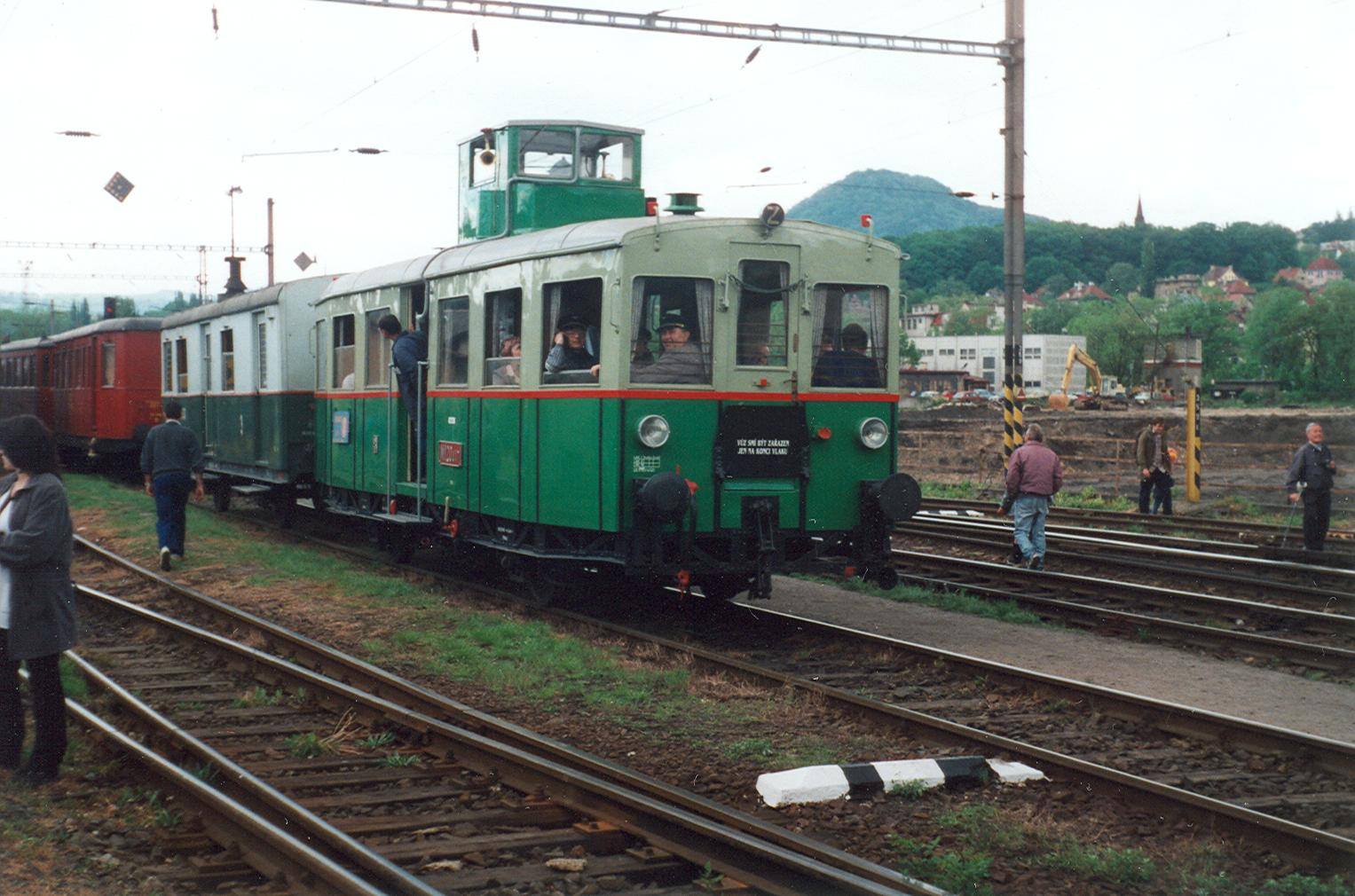
タトラ社製M120形ディーゼル動車（製造初年1930年）

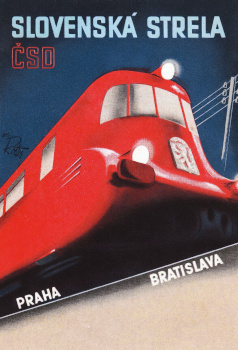
「スロヴェンスカー・ストレラ」（プラハ－ブラチスラヴァ）運行開始時のČSDのポスター（1936年）

ČSDは、第一次世界大戦終結に伴うチェコスロバキア共和国の成立を受けて、鉄道省設立および新国家鉄道事業体の組織に関する通商鉄道大臣令（オーストリア＝ハンガリー帝国1896年通商鉄道大臣令16号、チェコ語:Vyhláška ministrů obchodu a železnic o zřízení ministerstva železnic a o vydání nového organizačního statutu pro státní železniční správu）に基づきオーストリア＝ハンガリー帝国鉄道省が所管していたチェコスロバキア国内のオーストリア帝国鉄道（帝室オーストリア国家鉄道、kkStB）およびハンガリー国家鉄道（MÁV）の両国鉄事業を承継し、チェコスロバキア共和国鉄道省（Ministerstvo železnic Československé republiky）所管の国営鉄道事業として1918年10月28日に発足した。
ČSDにはkkStB線およびMÁV線のほか、ボヘミア地方の地方鉄道線が編入されたが、スロバキアおよびモラビア・シレジア地方を結ぶカッシャウ－オーデルベルク鉄道帝室特認会社（コシツェ－ボフミーン鉄道。KOB/KsOB/KBD, ドイツ語:k.k. privilegierte Kaschau-Oderberger Bahn/ハンガリー語:cs. és kir. szab. Kassa-Oderbergi Vasút/チェコ語:Košicko-bohumínská dráha）と、ボヘミア地方のアウシク－テプリツェル鉄道帝室特認会社（ATE, ドイツ語:k.k. privilegierte Aussig-Teplitzer Eisenbahn）およびブシュチェフラト鉄道会社（BEB, ドイツ語:Buschtěhrader Eisenbahngesellschaft）の3大私設鉄道は当初編入されず、1920年以降、元の企業が路線を保有し運営管理をČSDが行う形で事実上編入された。
また全線で駅名のチェコ語・スロバキア語名称への変更が行われた。ブレーキ方式の統一も行われ、旧kkStB車両が採用していた旧式の真空ブレーキは、旧MÁV車両が採用していた新式の空気ブレーキに取り替えられた。
1930年現在のČSD路線は、チェコスロバキア国内の鉄道路線の81%を占め、営業キロは欧州の鉄道事業者としては5番目の規模となる1万3,600kmに及んでいた。しかしその87%は単線区間だった。従業員数は13万5,000人で当時の国内人口の1%に相当した。
オーストリア・ハンガリー帝国時代の路線網は、オーストリア・ウィーンとハンガリー・ブダペストの間の東西幹線を主軸に、各地方に向かって南北に支線が伸びる形で整備されていたことから、当時チェコスロバキア国内を東西に結ぶ路線は単線のコシツェ－ボフミーン鉄道線を経由するルートのみだった。このため東西横断の新しい幹線整備がČSDの最大の課題となった。ČSDは輸送力増強を目指した路線改良に着手し、最大の事業となったハウリーチュクーウ・ブロト経由プラハ－ブルノ鉄道線の近代化・複線化（一部別線新設を含む）は第二次世界大戦後に完成した。
この間ČSDは、東西ルートの輸送改善策として、営業最高速度130km/hのM290形電気・機械式ガソリン動車（1936年、タトラ社製）を開発し、プラハ－ブラチスラヴァ間に新設した自動高速列車（Motorový rychlík）「スロヴェンスカー・ストレラ」に投入したほか、地方線区でもディーゼル動車の導入を積極的に手がけて無煙化を進めた。また煙害が問題となっていたプラハ周辺の路線では蓄電池機関車を導入。のち1924年から1928年にかけて直流1500V電化を行った。
しかし1938年9月29日、ナチスドイツとのミュンヘン協定を受けて占領下のチェコ・ズデーテン地方の路線がČSDから切り離され、ドイツ国営鉄道（DRG）に編入された。さらに協定に基づき、同年11月14日にはČSDの機関車877両、気動車136両、付随車158両、急行用客車117両、一般用客車2160両、貨車2万3500両をDRGに引き渡した上、破壊損傷したすべての鉄道施設のDRGに対する損害賠償が義務づけられた。

### 自動車交通事業
ČSDは1927年に国営の自動車交通事業（バス・トラック）を開始した。国内ではすでに1908年運行開始の国営郵便バス網があったが、ČSDはこれを段階的に編入し、国内の国営自動車交通は1934年までにČSDに統一された。

## ドイツ保護領・スロバキア第一共和国時代
チェコスロバキア第二共和国はナチスドイツによって1939年3月15日に崩壊し、チェコ側のボヘミアおよびモラビア地方はドイツ保護領に、スロバキア側はドイツ保護国のスロバキア第一共和国となり、ČSDはドイツ国営鉄道運営のチェコモラヴィア鉄道（ČMD-BMB, チェコ語:Českomoravské dráhy / ドイツ語:Protektoratsbahnen Böhmen und Mähren）と、スロバキア共和国運輸公共事業省運営の国営鉄道、スロバキア鉄道（SŽ, スロバキア語:Slovenské železnice）に分離されて消滅した。その後、1939年9月1日の第二次世界大戦勃発とともに、燃料の軍需転換のために内燃動車の運転が段階的に中止された。
SŽを運営することになったスロバキア運輸公共事業省は、大戦初期の1940年に新線6路線の建設を計画し着工したが、実際に開業できたのはプレショウーフメンネー鉄道線（1943年開業、60.4km）の1路線にとどまった。戦時需要のため輸送量は多かったが、貨物輸送の70%はドイツ向けの輸出で占められた。
1942年には強制収容所へのユダヤ人鉄道輸送も開始され、大戦末期にはドイツ国内から電気機関車など多数の車両が疎開していた。

## 第二次世界大戦後

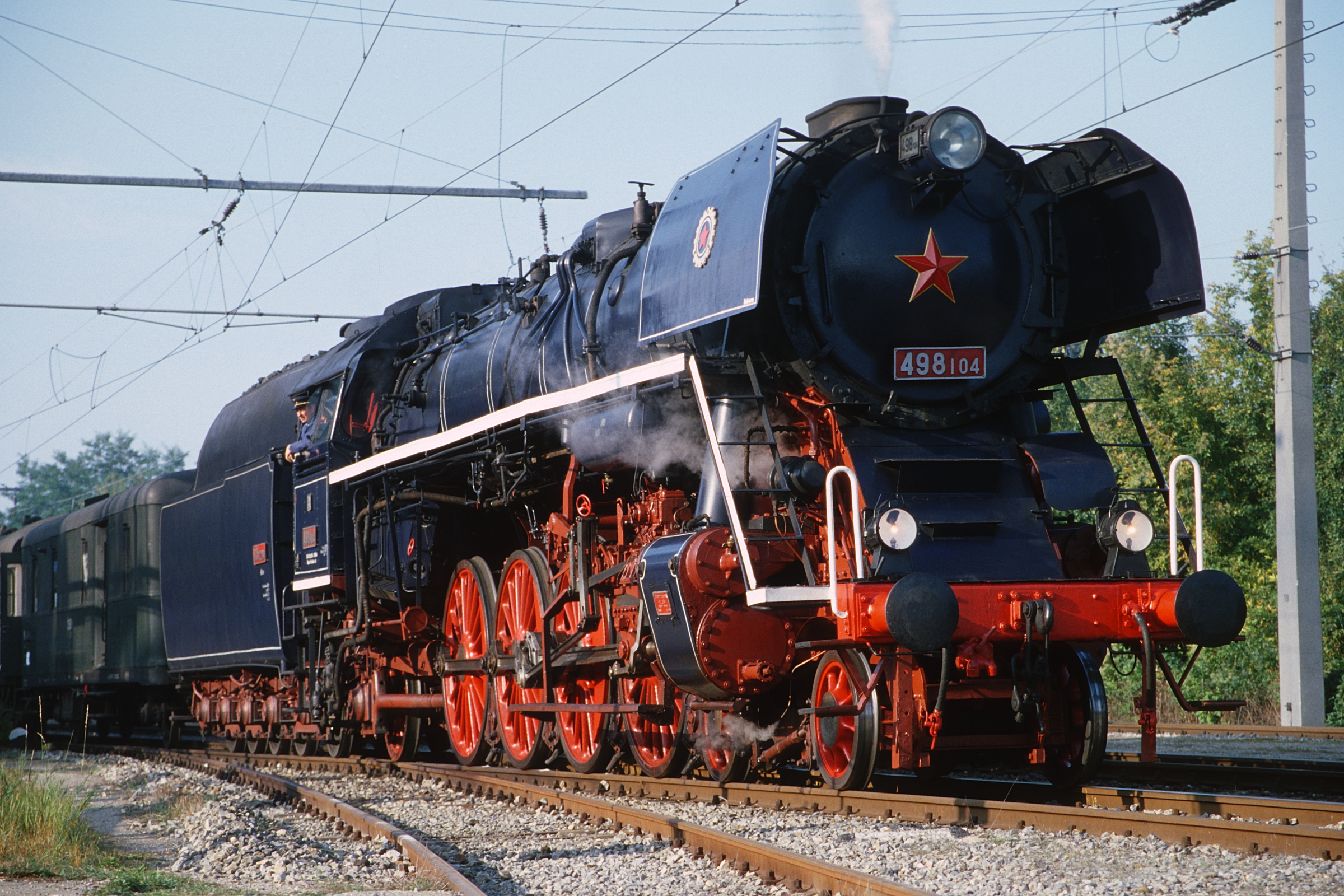
498.1形急行旅客用蒸気機関車（製造初年1952年）

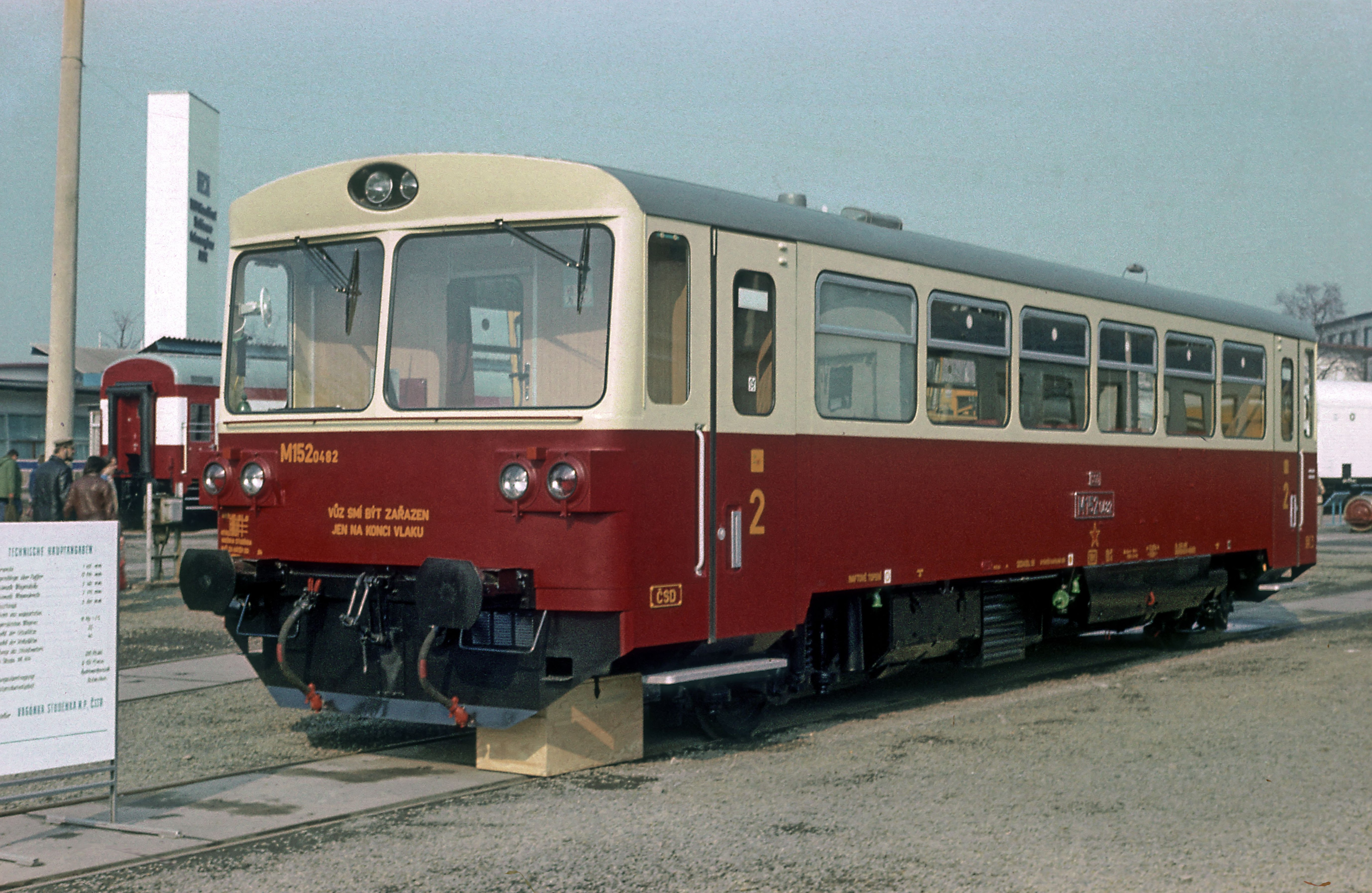
M152.0形（現810形）閑散線区用ディーゼル動車（製造初年1975年）

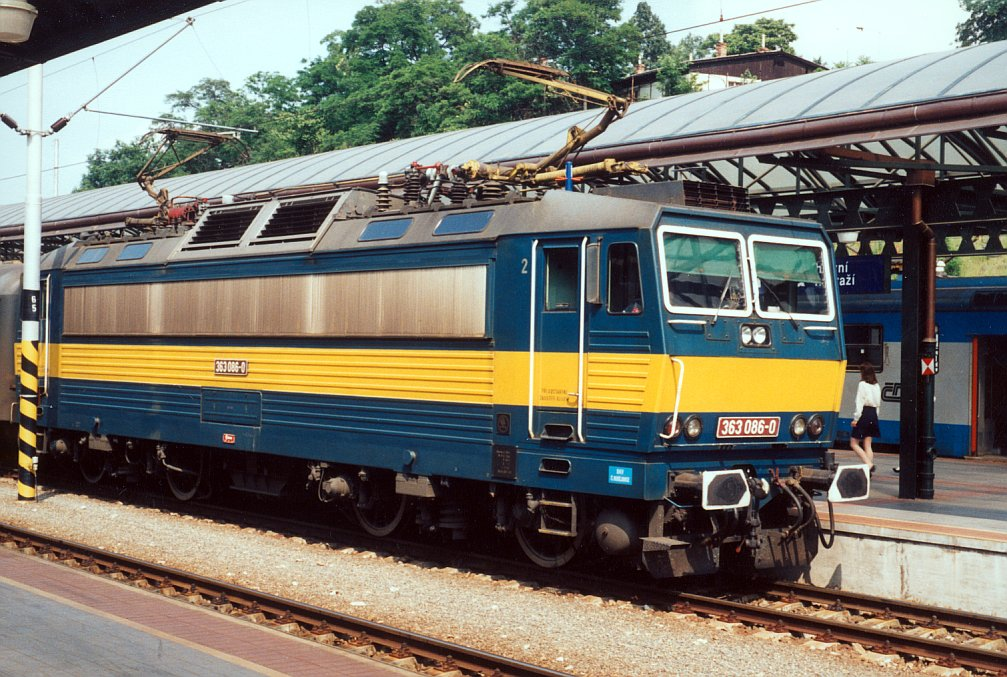
363形（旧ES499.1形）交直流電気機関車（製造初年1984年）

第二次世界大戦の欧州戦線終結を受け、ČSDはチェコスロバキア運輸省所管の国営鉄道事業として1945年5月9日に復活した。特にチェコ側では戦火の被害をあまり被っていなかったため、まもなく戦前の水準に復旧。戦時中ドイツ語名となっていた駅名も1946年から1948年にかけてチェコ語やスロバキア語の名称に戻された。
チェコスロバキア国内に疎開していたドイツ軍捕獲のソ連国鉄車両を含むドイツ側の車両はČSDに編入され、一部はドイツ側に接収されていたČSD車両との交換に充てられた。また終戦後直ちにシュコダおよびČKDの両鉄道車両会社で新形蒸気機関車の新造を開始。戦時中に破壊されたシュコダ社プルゼニュ工場から1945年12月、戦後初の新製車534.03形蒸気機関車が出場し、当時欧州最強の蒸気機関車として名を馳せた。
共産党政権掌握直後の1948年12月22日、運輸関係公私企業の国営会社（národní podnik）化を定めた国営運輸企業体法（チェコスロバキア共和国議会1948年法律311号、Zákon o národních dopravních podnicích）が成立し、チェコスロバキア国家鉄道国営会社（Československé státní dráhy, n.p.）が発足。ČSD編入後も元の企業が路線の保有権を持っていた旧3大私鉄線についても完全に国有化された。また同法に基づき旅客自動車および貨物自動車事業を行っていたČSD自動車交通局（Skupiny pro automobilní provoz ČSD）が分社化され、チェコスロバキア国家自動車交通国営会社（ČSAD, チェコ語:Československá státní automobilová doprava, n.p.、スロバキア語:Československá štátna automobilová doprava, n.p.）が同時に発足した。
1950年代に入ると大規模な電化事業が始まった。電化方式は新たにポーランドやソ連で使用されていた直流3000Vを採用した。このうち東西幹線であるコシツェ－ボフミーン鉄道線では、急勾配が数多くあるスロバキア北部の山岳区間、ジリナ－スピシュスカーノヴァーヴェス間から電化工事が開始され、難所のポプラトタトリーリプトウスキーミクラーシュ間は1955年4月に電化。1956年2月25日にジリナ－スピシュスカーノヴァーヴェス間の全線が電化された。のち1960年代初めには同区間を含むチェコ北西部モストからムニェルニーク、ニムブルクを経由しスロバキア東部のコシツェに至る東西が電化路線でつながった。また戦前に電化されたプラハ周辺の直流1500V区間も1962年5月15日に3000Vに昇圧された。
一方、フランスで本格化した交流2万5000V/50Hzの電化方式についてもČSDは1959年、直流より低電流で済むことから架線に用いる銅の節約につながるとしてチェコ南部およびスロバキア南部の路線電化で採用。両方式の電化の進展に伴ってチェコ中部クトナー・ホラなど直流区間と交流区間の分界となった駅では、1970年代に交直流電気機関車ES499.0形（現・350形）が登場するまで、通過するすべての列車が機関車の交換を強いられた。
電化に加え、ČSDは国の輸送政策の優先事項とされた主力の貨物輸送能力向上のため、多くの主要路線で複線化を推進したが、 一部では限界に達した線路容量を貨物列車に与えるためにすべての旅客列車の運行を取りやめて貨物線化し、旅客についてはČSADによる代行バス輸送に転換した路線もあった。また地方閑散線区の旅客列車用としてレールバスM152.0形が開発され、付随客車を含め約1500両が各地に投入された。

### 停滞期と解体
1970年代後半になると、共産圏の経済低迷の影響を受けて路線網の改良が進まなくなった。この時期、西欧諸国では列車の最高営業速度が従来の120km/hから160km/hに向上したが、ČSDでは主に駅構内のポイント保守水準の低下から全線で100km/hに引き下げられた。ただ、西側諸国で見られたモータリゼーションの進展にともなう鉄道輸送網の縮小はなく、1980年代においては世界でもっとも稠密な鉄道網を維持し続けた。
民主化前年の1988年1月1日には、UIC番号付番のため動力車の大改番が行われ、現在使われている数字のみの形式に改められた。また1988年から1989年にかけて、一部区間で営業速度の140km/hへの引き上げが実現した。 
1989年6月、国有会社制度に準ずる公団（státní organizace）への転換を定めた「チェコスロバキア国家鉄道の組織に関する法律」（チェコスロバキア連邦議会1989年法律68号、Zákon o organizaci Československé státní dráhy）が成立し、同年7月1日にチェコスロバキア国家鉄道公団（Československé státní dráhy, s.o.）に転換した。
さらにチェコスロバキアの連邦制解消に向けた関連法として1992年12月26日に成立した「チェコスロバキア国家鉄道公団の解散に関する法律」（チェコスロバキア連邦議会1992年法律625号、Zákon o zániku státní organizace Československé státní dráhy）に基づき、1992年12月31日付で解散した。国鉄事業は国民比に相当する2:1の割合で資産を分割してチェコおよびスロバキアの両共和国政府が承継し、運営をチェコ鉄道公団（ČD, České dráhy, s.o.）およびスロバキア共和国鉄道国有会社（ŽSR, Železnice Slovenskej republiky, š.p.）に引き継いだ。